# Kapital
Kapital anvendes dels som betegnelse for en større sum penge, især i forbindelse med investerings- og lånevirksomhed, og dels i betydningen værdier, som kan opgøres i penge. Inden for nationaløkonomi anvendes udtrykket normalt i den sidste betydning som en beholdning af kapitalgoder, der anvendes til produktion, og som selv er blevet produceret. Bygninger, anlæg, maskiner og transportmidler er alle eksempler på kapital i denne betydning. Sådanne typer kapital omtales også som realkapital i modsætning til finanskapital, der består af aktier, obligationer og andre typer værdipapirer og finansielle fordringer.

## Kapitalens rolle i produktionen
Kapital udgør sammen med arbejdskraften de to afgørende produktionsfaktorer i mange fremstillinger af mikroøkonomisk og makroøkonomisk produktionsteori. Afkastet (aflønningen) af kapitalapparatet er dets forrentning, også kaldet kapitalindkomst. Den samlede kapitalindkomst i et typisk vestligt land kan omfatte op til omkring en tredjedel af nationalindkomsten (se også den funktionelle indkomstfordeling). Denne kapitalindkomst består primært af renteindtægter, aktieindkomster og gevinsten ved at have en ejerbolig.

## Forholdet mellem kapital og indkomst
Forholdet mellem den samlede kapital og den samlede indkomst eller eventuelt produktion i et land benævnes ofte K/Y-forholdet. Den franske økonom Thomas Piketty undersøgte i 2013 i den meget omtalte bog Le Capital au XXIe siècle (Kapitalen i det 21. århundrede), hvordan dette forhold har udviklet sig historisk i en række vestlige lande. I Pikettys forstand bruges ordet kapital om den samlede formue i et land, uanset om formuen består af indenlandsk realkapital eller finansielle fordringer på udlandet. Ifølge Pikettys historiske beregninger har K/Y-forholdet siden slutningen af 1800-tallet form som et U. I 1870 var K/Y-forholdet i Europa således tæt ved 7, altså havde den samlede kapital/formue en værdi, der svarede til syv års nationalindkomst. Dette tal faldt til et lavpunkt på under 3 lige efter 2. verdenskrig, men er så steget igen til cirka 5½ i 2010. Piketty forudsiger, at tallet kan stige yderligere i det 21. århundrede som følge af faldende økonomisk vækst. Efter hans mening vil det føre til, at den funktionelle indkomstfordeling forandres, at den økonomiske ulighed vil stige, og at arvede formuer vil komme til at spille en betydelig større rolle i samfundsøkonomien i fremtiden end i dag.

## Egen- og fremmedkapital
Kapitalapparatet i en virksomhed vil typisk være delvis lånefinansieret. I denne sammenhæng kan man skelne mellem virksomhedens egenkapital og fremmedkapital, hvor sidstnævnte udgøres af den samlede værdi af virksomhedens låntagning. Denne sondring har skattemæssig betydning, da en virksomhed typisk kan fratrække afkastet af fremmedkapitalen (renteudgifter), men ikke afkastet af egenkapitalen, inden den betaler selskabsskat.

## Andre former for kapital
Begrebet kapital bruges også i overført betydning til at betegne andre særlige produktionsfaktorer eller aktivtyper. Et eksempel er humankapital, hvormed normalt menes arbejdskraftens erhvervede kompetencer og færdigheder. Ligeledes bruges udtrykket social kapital om en række uformelle normer og institutioner, der også kan spille en rolle for samfundets produktion. Inden for miljø- og ressourceøkonomi tales somme tider om naturkapital som den samlede sum af naturens værdier, der også spiller en vigtig underliggende rolle i produktionen af varer og tjenester. Her ses altså bort fra, at kapital ellers bruges om goder, der er producerede (underforstået af menneskehånd), hvilket jo netop ikke gælder for naturkapitalen.

## Danmarks kapitalapparat
Danmarks Statistik opgjorde pr. 31. december 2013 værdien af det samlede danske kapitalapparat til 5.871 milliarder kroner eller godt tre gange så meget som BNP. Heraf udgjorde værdien af den samlede boligmasse knap 2.500 milliarder kroner eller 42 %. Øvrige bygninger og anlæg udgjorde 36 %, maskiner og inventar 9 % og transportmidler 5 %. De sidste cirka 8 % udgjordes af intellektuelle rettigheder, først og fremmest af resultater fra forskning og udvikling (eksempelvis værdien af patenter).